# Hochpräziser Echtzeit-Positionierungs-Service
Der Hochpräzise Echtzeit-Positionierungs-Service (HEPS) ermöglicht Landvermessern in Deutschland eine exaktere Vermessung. Grundlage sind Daten aus dem Satellitenempfang des GPS-Systems sowie SAPOS-Korrektursignale.

## Ablauf
Die jeweiligen Landesvermessungsämter in Deutschland betreiben zahlreiche GPS-Referenzstationen, um fortlaufend die Genauigkeit der GPS-Signale zu bewerten. Die Korrekturdaten werden anschließend zentral aufbereitet und können im Rahmen von SAPOS von den Landvermessern in Echtzeit abgerufen werden. Hierzu sind die Vermesser ergänzend zur professionellen GPS-Ausrüstung mit einem GSM-Mobiltelefon ausgestattet. Dieses Mobiltelefon stellt eine entsprechende Datenverbindung zum regionalen Landesvermessungsamt her, und die aktuellen GPS-Korrekturdaten können mit den herkömmlichen GPS-Daten im Feld verrechnet werden.

## Genauigkeit
Die Genauigkeit des herkömmlichen GPS liegt bei etwa fünf Metern. Die Genauigkeit bei Verwendung des HEPS beträgt 1–2 cm in der Lage und 2–3 cm in der Höhe.

## Anwendungen
Neben dem Einsatz im Katasterbereich wird HEPS auch zum Einmessen von Erdkabeln und Rohren eingesetzt.

## Vorteil
Der Landvermesser verfügt bereits im Felde und in Echtzeit über die exakten Vermessungsdaten. Eine aufwändige Nachbearbeitung kann weitestgehend entfallen. Die Nutzung des GSM-Netzes hierfür ist in Deutschland nahezu flächendeckend und sehr preiswert möglich.